# David Lehman
David Lehman (Nueva York, 1948) es un poeta estadounidense, editor de las colección de poesía The Best American Poetry series.

## Biografía
David Lehman es el editor de la colección The Oxford Book of American Poetry (Oxford, University Press, 2006). Es autor de seis libros de poesía. Además, ha colaborado con James Cummins para editar un libro de sextinas titulado Jim and Dave Defeat the Masked Man (2005). Su obra como crítico literario incluye los libros The Last Avant-Garde: The Making of the New York School of Poets (Doubleday, 1998) por el que fue nominado como "Book to Remember 1999" por la Biblioteca Pública de Nueva York; The Big Question (1995); The Line Forms Here (1992); and Signs of the Times: Deconstruction and the Fall of Paul de Man (1991). Su análisis de la novela negra, The Perfect Murder (1989), fue nominado al Edgar Award de la Sociedad de escritores de misterio de América.
Es editor de la colección Best American Poetry (Scribner), cuya andadura se inició en 1988, y además es el editor jefe de la colección Press's Poets on Poetry de la Universidad de Míchigan. Se le han concedido ayudas a la creación de la Fundación Guggenheim, the Ingram Merrill Foundation, and the National Endowment for the Arts, un galardón por la literatura de la American Academy of Arts and Letters, y el Lila Wallace-Reader's Digest Writer's Award. Es profesor en la Universidad de Nueva York.

## Obra

### Obra en inglés
- Jim and Dave Defeat the Masked Man (Soft Skull Press, 2005) with James Cummins
- When a Woman Loves a Man (Scribner, 2005)
- The Evening Sun (Scribner, 2002)
- The Daily Mirror: A Journal in Poetry (2000)
- Valentine Place (1996)
- Operation Memory (1990)
- An Alternative to Speech (1986)
- Signs of the Times: Deconstruction and the Fall of Paul de Man (1991)

## Traducciones al español
- Recogido en la antología La diferencia entre Pepsi y Coca-Cola. Traducción de Julio Mas Alcaraz. Ediciones Vitruvio, 2007.